# Бромацетон
Бромацетон (мартонит) — боевое отравляющее вещество, относящееся к группе лакриматоров, которое было впервые применено немцами в июле 1915 года в ходе Первой мировой войны.
В природе бромацетон содержится (менее 1 %) в эфирном масле гавайской водоросли Asparagopsis taxiformis.

## Синтез
Бромацетон получают взаимодействием ацетона и брома в присутствии сильной неорганической кислоты и окислителя:
{\displaystyle {\mathsf {CH_{3}COCH_{3}+Br_{2}\xrightarrow {HCl+H_{2}O_{2}/HNO_{3}} CH_{2}BrCOCH_{3}+HBr}}}
В промышленности добавляют окислитель для более полного использования брома, вещество является сильным лакриматором (вызывает сильное слезотечение), поэтому работать с ним следует исключительно в очках и масках, защищающих слизистые оболочки, дыхательные пути и глаза.

## Применение
В настоящее время как отравляющее вещество не используется в связи с малой стойкостью и эффективностью. Используется в синтезе некоторых лекарственных препаратов, например, амфетаминов. Вызывает сильное слезотечение (лакриматор).